# Vilse i skogen
Vilse i skogen är en singel från 2003 av och med artisten Markoolio där Håkan Hemlin från gruppen Nordman medverkar. Låten återfinns även på Markoolios album I skuggan av mig själv.
1. Vilse i skogen
2. Rapeoke

Släpptes även som Maxi-singel:
1. Vilse i skogen
2. Rapeoke
3. Vi drar till fjällen - Video
4. Vilse i skogen - Video